# 湘南モノレール300形電車
湘南モノレール300形電車（しょうなんモノレール300がたてんしゃ）は、湘南モノレールでかつて使用されていた懸垂式鉄道電車である。
全ての車両が同社の親会社である三菱重工業三原製作所にて製造され、電装品は三菱電機製のものを搭載していた。編成毎に小さな仕様の違いがあり、実用型車両としての実験的要素も各所に盛り込まれていた。客室ドアの窓ガラスに桟が入れられたのはラッシュによる損傷（割れ）が発生したことによるものである。

## 使用期間
同社江の島線開業当初の1970年（昭和45年）3月から使用を開始した。運用当初は先頭車300形同士を連結した2両編成だったが、1975年（昭和50年）2月に中間車320形を増備し、6編成中2編成が3両編成での運転となった。その後、全車500形に置き換えられ、1992年（平成4年）までに全車廃車された。
廃車後、川崎市の会社に譲渡されたが、後に解体されている。